# 大咽非鲫属
大咽非鲫属是非洲东部马拉维湖、希雷河上游和馬隆貝湖独产的麗魚科属。它的学名由希腊语otos（耳）和pharynx（咽、喉）组成。

## 特征
大咽非鲫属的鱼可以达到10到25厘米长。它的外貌没有特殊的特征，主要是由三个斑定义。一个暗色的斑位于体侧胸鳍上体侧线下，一个比较小的暗斑位于腹鳍位置，被体侧线穿越，最小的暗斑位于尾鳍开始的部位。同样在马拉维湖独产的點麗魚屬（Stigmatochromis）也有类似的斑点。大咽非鲫属鱼种有蓝色、蓝黄色和乳色的。

## 繁殖
和马拉维湖内大多数其它麗魚科鱼种一样，大咽非鲫属的鱼种是单性口孵的。也就是说只有一个性别用口孵化卵。大咽非鲫属的鱼是磁性口孵。雄性占据多平方米大的领域。

## 分种
大咽非鲫属有20个被描述的物种：

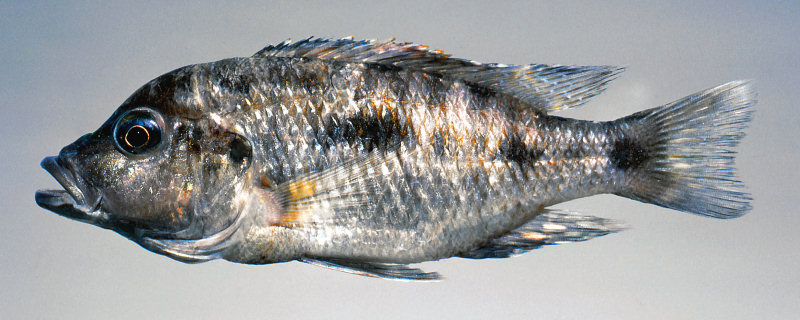
布氏大咽非鯽

- Otopharynx aletes Oliver, 2018[1]
- Otopharynx alpha Oliver, 2018[1]
- 穴棲大咽非鯽(Otopharynx antron)
- 銀身大咽非鯽（Otopharynx argyrosoma）
- 金緣大咽非鯽（Otopharynx auromarginatus）
- 布氏大咽非鯽（Otopharynx brooksi）
- 華美大咽非鯽（Otopharynx decorus）
- 異齒大咽非鯽（Otopharynx heterodon）
- 石爬大咽非鯽（Otopharynx lithobates）
- Otopharynx mumboensis Oliver, 2018[1]
- 卵形大咽非鯽（Otopharynx ovatus）
- 厚唇大咽非鯽(Otopharynx pachycheilus)
- Otopharynx panniculus Oliver, 2018[1]
- Otopharynx peridodeka Oliver, 2018[1]
- 月尾大咽非鯽（Otopharynx selenurus）
- 眩輝大咽非鯽（Otopharynx speciosus）
- 喜穴大咽非鯽(Otopharynx spelaeotes)
- Otopharynx styrax Oliver, 2018[1]
- 四斑大咽非鯽（Otopharynx tetraspilus）
- 四點大咽非鯽（Otopharynx tetrastigma）

## 书籍
- Andreas Spreinat: Malawisee-Cichliden aus Tansania. Dähne Verlag, 1994, ISBN 3-9261-4242-1.
- Erwin Schraml: Otopharynx. In: Claus Schaefer, Torsten Schröer (Hrsg.): Das große Lexikon der Aquaristik. Eugen Ulmer, Stuttgart 2004, ISBN 3-8001-7497-9, 730页